# Лович (гмина)
Лович (пол. Łowicz) — сельская гмина (волость) в Польше, входит как административная единица в Ловичский повет, Лодзинское воеводство. Население — 7432 человека (на 2004 год).

## Сельские округа
1. Бохень
2. Домбковице-Дольне
3. Домбковице-Гурне
4. Гузня
5. Ямно
6. Ястшембя
7. Клевкув
8. Малшице
9. Мыстковице
10. Недзвяда
11. Острув
12. Отолице
13. Парма
14. Пиляшкув
15. Пляценцья
16. Попув
17. Стшельцев
18. Щудлув
19. Свёнце
20. Сверыж-Первши
21. Сверыж-Други
22. Выгода
23. Забостув-Дужы
24. Забостув-Малы
25. Завады
26. Зельковице
27. Урбаньщызна

## Соседние гмины
1. Гмина Белявы
2. Гмина Доманевице
3. Гмина Коцежев-Полуднёвы
4. Лович
5. Гмина Лышковице
6. Гмина Неборув
7. Гмина Здуны